# Vladislav Olomoucký
Vladislav Olomoucký († po 1165) byl nejstarší syn českého knížete Soběslava I. a jeho manželky Adléty Uherské, kníže olomouckého údělu v letech 1137–1140.
Otec Soběslav zbavil vlády na Olomoucku předchozího vládce Lupolta a dosadil sem v roce 1137 svého syna Vladislava. Byl to jakýsi důkaz, že kníže má v úmyslu ustanovit syna svým nástupcem v Praze. V květnu 1138 se kníže účastnil dvorského sjezdu nového německého krále Konráda III. v Bamberku, kde si vymohl udělení Čech v léno pro svého syna Vladislava. O měsíc později svolal Soběslav své stoupence do Sadské a donutil je potvrdit nástupnictví pro Vladislava.
Ačkoliv tak byly splněny dva nástupnické principy, po smrti Soběslava v roce 1140 se knížetem stal jiný Vladislav, ne jeho syn, ale synovec. Šlechta totiž mylně pokládala tohoto syna někdejšího knížete Vladislava I. za slabého. Olomoucký údělník poté uprchl do Uher.
S Vladislavem II. se Soběslavův syn setkal v roce 1146, poté o něm zprávy dlouhá léta mlčí. Kolem roku 1152 se snad oženil s dcerou Albrechta I. Medvěda. Naposledy je zmiňován v roce 1165.